# LaTasha Colander

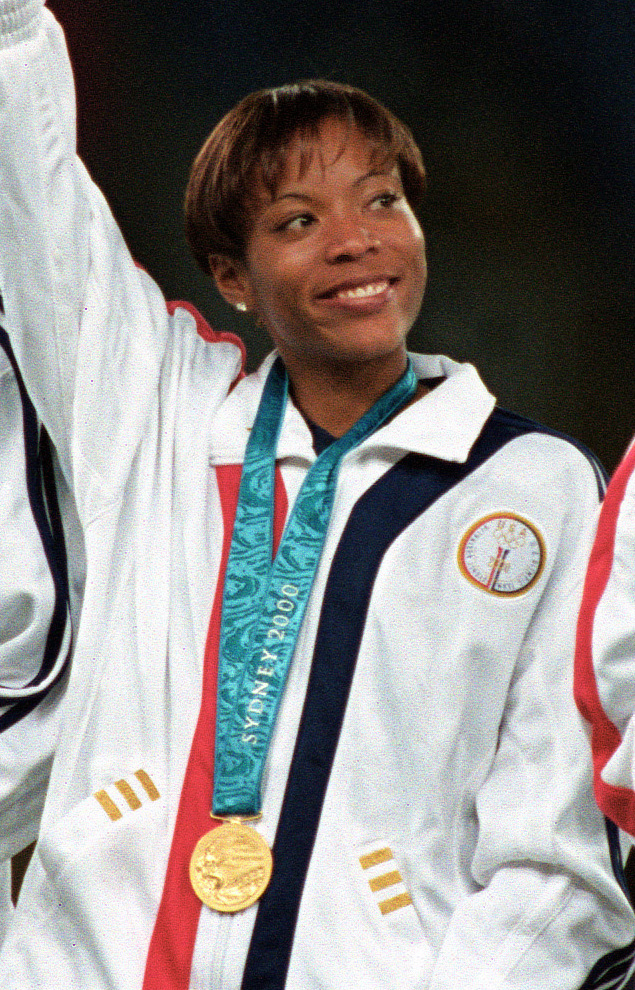
LaTasha Colander, Sídney 2000

LaTasha Colander (23 de agosto de 1976, Portsmouth, Virginia) es una atleta estadounidense especialista en pruebas de velocidad.
Empezó destacándose como vallista, y en 1994 se proclamó campeona júnior de Estados Unidos en los 100 m vallas y subcampeona mundial júnior de esta prueba.
Sin embargo, tras pasar algunos años estancada, decidió probar suerte en otras pruebas, primero en los 400 m vallas y más tarde en los 400 m lisos.
En el verano de 2000 obtuvo el triunfo en los 400 m lisos en las pruebas de selección de su país para ir a los Juegos Olímpicos de Sídney, haciendo su mejor marca personal: 49.87. Además fue 5.ª en los 200 m . En los Juegos Olímpicos fue eliminada en la segunda ronda de los 400 m, pero obtuvo la medalla de oro con el equipo de relevos de 4 × 400 m, junto Jearl Miles-Clark, Monique Hennagan y Marion Jones.
En este año 2000 también estableció en Filadelfia un récord del mundo en la prueba de relevos 4 × 200 m con 1:27.46, junto a LaTasha Jenkins, Nanceen Perry y Marion Jones.
En 2001 se proclamó campeona de Estados Unidos en 400 m lisos, pero una lesión en el cuádriceps le impidió acudir a los Campeonatos del Mundo de Edmonton.
Tras pasar un discreto año 2002, decidió abandonar los 400 m, para dedicarse a las pruebas de velocidad corta, los 100 y los 200 m. 
En 2004 obtuvo el triunfo de los 100 m en las pruebas de selección para los Juegos Olímpicos de Atenas, haciendo su mejor marca personal (10.97). Ya en los Juegos, se clasificó para la final de esta prueba, donde concluyó en 8.ª posición. Acabó el año 9.ª en el ranking mundial de 100 m con 10.97, y 10.ª en el de 200 m con 22.37.
En 2005 participó en los Campeonatos del Mundo de Helsinki, donde fue 5.ª en la final de 200 m.
Se graduó en la Universidad de Carolina del Norte en 1998. Su entrenador es Sylvanus Hepburn, pertenece al equipo Nike, y reside actualmente en Columbia, Carolina del Sur. Está casada con Roderick Richardson.
Mejores marcas:
- 100 m - 10.97 (2004)
- 200 m - 22.34 (2005)
- 400 m - 49.87 (2000)